# Papa Gregori VI
|  | Aquest article tracta sobre el Papa de Roma canònic. Si cerqueu altres papes amb el mateix nom, vegeu «Gregori VI». |

Gregori VI (Roma, ? – Colònia, novembre del 1047) va ser Papa de l'Església Catòlica del 1045 al 1046.
Giovanni Graciano Pierleoni era arxiprestat de Laterà quan va accedir al papat mitjançant el pagament de 1.500 lliures d'or al papa Benet IX, que poc abans havia expulsat del pontificat Silvestre III.
El continu escàndol que vivia l'Església en aquells temps, exemplificat en el fet que l'any 1045 s'haguessin succeït tres papes i que tots tres encara fossin vius, va convèncer Gregori VI de la necessitat d'una profunda reforma, per la qual cosa es va envoltar d'importants col·laboradors, entre els quals destaquen el monjo Hildebrand de Toscana, el futur papa Gregori VII, a qui va nomenar el seu secretari personal.
Les seves idees reformadores no van poder ser desenvolupades en no comptar amb l'ajuda de l'emperador Enric III, que tot i que també era partidari de reformar l'Església, no considerava Gregori el Papa adequat per dur-la a terme perquè la seva elecció estava tacada per pràctiques simòniques.

Aquesta desconfiança d'Enric III cap a Gregori, unida al fet que Benet IX encara intentava recuperar el «soli pontifici» i que Silvestre III tampoc no havia renunciat de forma explícita, el van portar a deixar-se convèncer per Odiló de Cluny i per l'ermità Gunter, a convocar un sínode a Sutri. Allí, valent-se dels privilegis que li atribuïa el Privilegium Othonis, va deposar Benet IX i Silvestre III i va obligar a abdicar Gregori VI, que va ser desterrat a Colònia, on va morir el novembre del 1047.